# Arrideu (general)
Arrideu foi um general de Alexandre, o Grande.
Quando Pérdicas se tornou regente do império de Alexandre, e houve a divisão do império em satrapias, Arrideu foi o encarregado de transportar o corpo de Alexandre para seu túmulo, em Ammon.
O trabalho de construir o caixão de Alexandre levou quase dois anos, Quando Arrideu estava levando o caixão da Babilônia para o Egito, Ptolemeu, à frente de um exército, encontrou-se com ele na Síria, e decidiu que Alexandre não deveria ser enterrado em Ammon, mas na cidade que ele havia construído, já que faltava pouco para que ela se tornasse a cidade mais famosa do mundo. Isto causou desconfiança em Pérdicas, que suspeitou do poder de Ptolemeu, e decidiu levar a guerra contra ele.
Durante a campanha contra Ptolemeu, Pérdicas foi assassinado pelos seus soldados, e os novos regentes do império foram Fíton, o líder dos assassinos de Pérdicas, e Arrideu.
A regência de Fíton e Arrideu durou pouco: o exército macedônio se reuniu em Triparadiso, no norte da Síria, onde Eurídice, a rainha  estava se opondo a Fíton e Arrideu. Vendo que os macedônios estavam mais fiéis a Eurídice do que a eles, Fíton e Arrideu renunciaram, e Antípatro foi eleito o novo regente, com plenos poderes.
Antípatro chegou poucos dias depois, terminou com o tumulto ao se dirigir aos macedônios e aterrorizou Eurídice para ela ficar quieta  e fez uma nova partilha do império de Alexandre.
Nesta partilha, Arrideu recebeu a Frígia Helespontina.
Após a morte de Antípatro, Antígono Monoftalmo, que havia sido colocado como comandante supremo da Ásia por Antípatro, decidiu que deveria se tornar o senhor absoluto, sem receber ordens dos reis ou de seus regentes, e decidiu trocar todos os sátrapas da Ásia por amigos seus. Arrideu, sátrapa da Frígia Helespontina, que soube destes planos, armou todas suas cidades com guarnições, e atacou Cízico, uma cidade situada em uma posição estratégica. Arrideu sitiou a cidade, mas, por um estratagema, a cidade conseguiu adiar o ataque, e Arrideu teve que levantar o sítio e voltar para sua satrapia.
Antígono enviou mensagens a Arrideu, acusando-o de ter atacado uma cidade grega aliada e que não havia feito nada de errado, e exigindo que ele se retirasse da sua satrapia. Arrideu se manteve na Frígia Helespontina e procurou a aliança de Eumenes de Cardia, enquanto Antígono estava ocupado lutando contra Cleito, sátrapa da Lídia.
Arrideu terminou se refugiando em Cio, de onde foi resgatado pela frota de Cleito.